# Oreacanthus
- Commons
- Wikispecies

Oreacanthus Benth., segundo o Sistema APG II, é um género botânico pertencente à família Acanthaceae.

## Espécies
Apresenta seis espécies:
- Oreacanthus coeruleus
- Oreacanthus cristalensis
- Oreacanthus manni
- Oreacanthus montifuga
- Oreacanthus schliebenii
- Oreacanthus sudanicus
- «Lista das espécies»

## Nome e referências
Oreacanthus Bentham em Bentham & em J.D. Hooker, 1876

## Classificação do gênero
| Sistema | Classificação                       | Referência            |
| ------- | ----------------------------------- | --------------------- |
| APG II  | Ordem Lamiales, família Acanthaceae | APweb, versão 9, 2008 |